# Phumosia indica
Phumosia indica är en tvåvingeart som först beskrevs av Surcouf 1914.  Phumosia indica ingår i släktet Phumosia och familjen spyflugor. Inga underarter finns listade i Catalogue of Life.